# Luigi Sgarbozza
Luigi Sgarbozza, detto Gigi (Amaseno, 21 giugno 1944), è un ex ciclista su strada e giornalista italiano.

## Carriera
Velocista, fu professionista dal 1967 al 1971. I suoi principali successi furono una tappa al Giro d'Italia, a Marina Romea nel 1968, e una alla Vuelta a España, a Talavera de la Reina nel 1969: alla Vuelta indossò in tale occasione anche la maglia amarillo, sia pure per solo tre giorni.
Nei grandi giri, cui ha partecipato per cinque volte (quattro Giri e una Vuelta), colse anche cinque secondi posti e sette terzi posti di tappa, sovente in volata. La sua carriera fu piuttosto breve: smise a soli 28 anni, dopo aver vestito le divise di Salamini-Comet (1967), Max Meyer (1968-69), Dreher (1970), G.B.C.-Zimba (1971) e della piccola formazione Commercio Petroli (1972).
Dopo il ritiro dalle corse è attivo come rappresentante di commercio. Nel 1997, divenuto giornalista pubblicista, rientra nell'ambiente ciclistico come commentatore tecnico in Rai. Ha collaborato alla trasmissione TGiro e commentato soprattutto le gare minori del calendario (in coppia con Alessandro Fabretti).

## Palmarès
- 1965 (Dilettanti)

Circuito di Tuoro
- 1966 (Dilettanti)

7ª tappa Giro delle Antiche Romagne (San Piero in Bagno > Misano Adriatico)
Giro d'Abruzzo
1ª tappa Giro delle Provincie del Lazio (Marino > Minturno)
- 1968

14ª tappa Giro d'Italia (Vittorio Veneto > Marina Romea)
- 1969

3ª tappa Vuelta a España (Cáceres > Talavera de la Reina)

## Piazzamenti

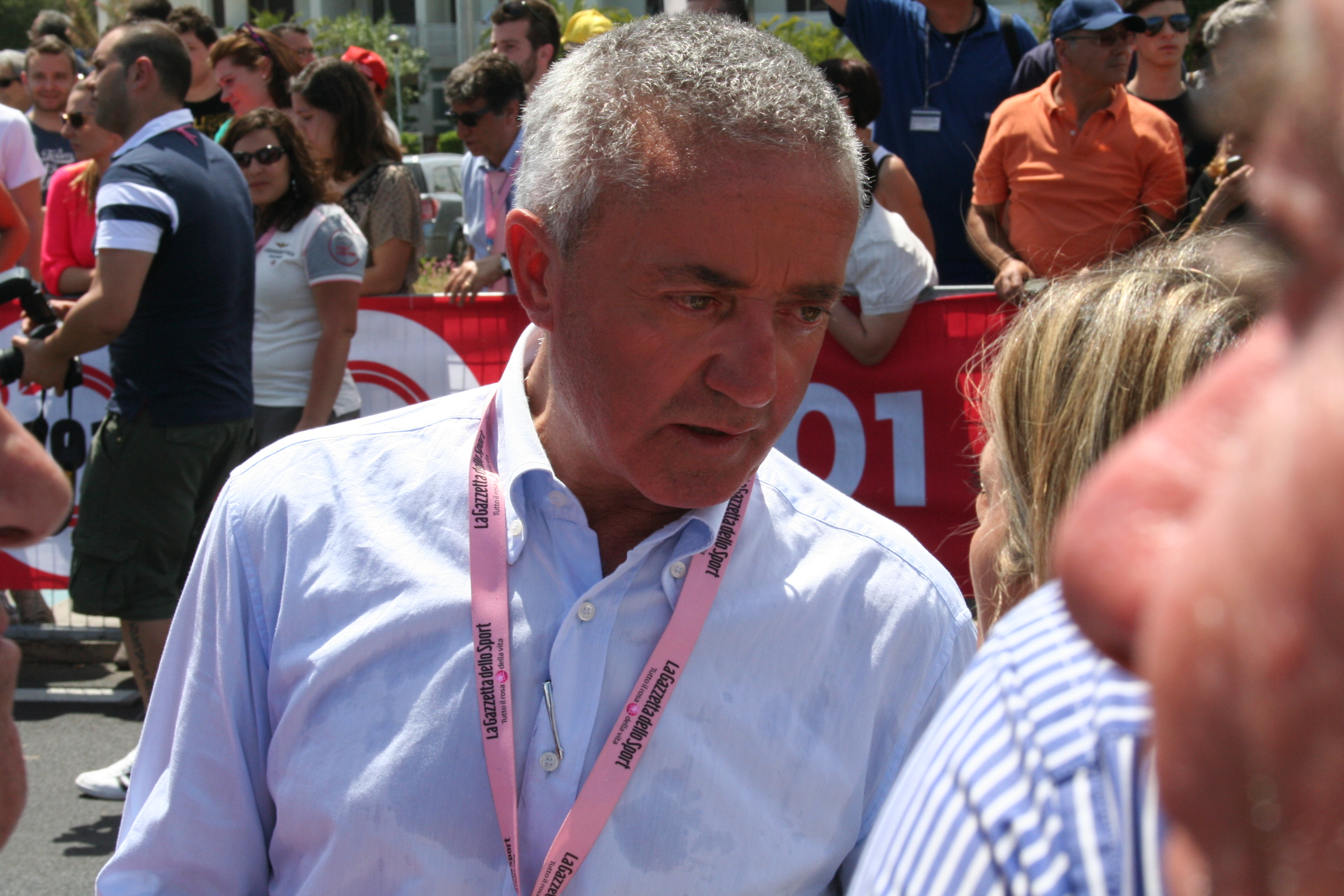
Gigi Sgarbozza, nelle vesti di inviato Rai, al via della settima tappa del Giro d'Italia 2013

### Grandi giri
- Giro d'Italia

1968: 33º
1969: 28º
1970: 66º
1971: 55º
- Vuelta a España

1969: 52º

### Classiche monumento
- Milano-Sanremo

1969: 12º
1970: 18º